# Comuna Skîpce, Horodok
Skîpce (în ucraineană Скипче) este o comună în raionul Horodok, regiunea Hmelnîțkîi, Ucraina, formată din satele Sîrvatînți și Skîpce (reședința).

## Demografie
Componența lingvistică a comunei Skîpce
     Ucraineană (99,46%)
     Alte limbi (0,54%)
Conform recensământului din 2001, majoritatea populației comunei Skîpce era vorbitoare de ucraineană (99,46%), existând în minoritate și vorbitori de alte limbi.